# Volt Alemanha
Volt Alemanha (em alemão: Volt Deutschland) é um partido alemão, capítulo nacional do partido pan-europeu Volt Europa. Descreve-se como um partido progressista e eurofederalista.

## História
O Volt Alemanha foi fundado a 3 de março de 2018. No ano seguinte, participou nas eleições europeias de 2019. No período pré-eleitoral, interpôs uma ação contra o formato da aplicação Wahl-O-Mat da Agência Federal para a Educação Cívica, levando à sua suspensão. O Volt obteve na Alemanha 248 824 votos, o equivalente a 0,7% do total de votos, elegendo Damian Boeselager para o cargo de deputado no Parlamento Europeu.
O Volt é particularmente forte nas cidades alemãs. Com 2,9%, a maior percentagem de votos foi obtida na cidade de Heidelberg. Em Munique e Karlsruhe, o Volt obteve 2,2% dos votos. Nas duas maiores cidades alemãs, Berlim e Hamburgo, a percentagem de votos do Volt foi de 1,2%. O Volt também obteve 1,2% dos votos nas eleições autárquicas de Mainz, que se realizaram no mesmo dia das eleições para o Parlamento Europeu, e obteve um lugar na Assembleia Municipal dessa cidade.

## Resultados eleitorais

### Eleições europeias
| Data | Cabeças-de-lista                                            | Votos     | %             | +/- (%) | Deputados | +/-  | Ref.  |
| ---- | ----------------------------------------------------------- | --------- | ------------- | ------- | --------- | ---- | ----- |
| 2019 | Damian Boeselager Marie-Isabelle Heiss                      | 249 098   | 0,67 / 100,00 | Novo    | 1 / 96    | Novo | [ 3 ] |
| 2024 | Damian Boeselager, Nela Riehl Kai Tegethoff, Rebekka Müller | 1 023 161 | 2,55 / 100,00 | 1,88    | 3 / 96    | 2    | [ 6 ] |

### Eleições legislativas
| Data | Cabeça-de-lista                    | M. Uninominal | M. Uninominal | M. Uninominal | M. Proporcional | M. Proporcional | M. Proporcional | Deputados | +/-  | Status            | Ref.        |
| Data | Cabeça-de-lista                    | Votos         | %             | +/-           | Votos           | %               | +/-             | Deputados | +/-  | Status            | Ref.        |
| ---- | ---------------------------------- | ------------- | ------------- | ------------- | --------------- | --------------- | --------------- | --------- | ---- | ----------------- | ----------- |
| 2021 | Rebekka Müller Hans-Günter Brünker | 77.594        | 0,2%          | Novo          | 164.300         | 0,4%            | Novo            | 0 / 735   | Novo | Extra-parlamentar | [ 7 ] [ 8 ] |